# Source Code Pro
Source Code Pro — моноширинный шрифт компании Adobe, созданный на основе Source Sans Pro и оптимизированный для работы с исходным кодом. Распространяется по свободной лицензии.

## Особенности
Шрифт оптимизирован для работы с исходным кодом:
- Увеличена высота символов;
- Ноль с точкой в середине (чтобы отличался от буквы O);
- Похожие символы (такие как l, I и 1) сделаны максимально отличающимися друг от друга;
- Увеличенный размер знаков препинания и математических символов;
- Математические символы (-, +, =, * и другие) выровнены по высоте.